# Terrence Flagler
Robert Terrence Flager (New York, 24 settembre 1964) è un ex giocatore di football americano statunitense che ha militato nel ruolo di running back nella National Football League (NFL).

## Carriera
Al college Flager giocò a football a Clemson. Fu scelto come venticinquesimo assoluto nel Draft NFL 1987 dai San Francisco 49ers. Vi giocò per tre stagioni come riserva di Roger Craig, disputando una sola gara come titolare e vincendo due Super Bowl. Nel 1990 fu scambiato con i Dallas Cowboys ma una settimana dopo il suo arrivo la squadra scelse nel draft il running back futuro Hall of Famer Emmitt Smith e Flager fu svincolato il 2 settembre 1990. Il 26 settembre firmò con i Phoenix Cardinals che a loro volta lo scambiarono con i 49ers nel 1991. Il 12 settembre 1991 fece ritorno ai Cardinals dopo di che passò l'ultima stagione nella NFL nel 1992 con i Los Angeles Raiders. Fece ritorno al football professionistico nel 2000 con i Jacksonville Tomcats della Af2 con cui giocò come wide receiver fino al 2003 quando la lega fallì.

## Palmarès
- Super Bowl : 2

San Francisco 49ers: Super Bowl XXIII, Super Bowl XXIV, Super Bowl XXIX
- National Football Conference Championship: 2

San Francisco 49ers: 1988, 1989